# 何中行
何中行（1497年—？年），字粹甫，廣東廣州府順德縣民籍，南海縣人，明朝政治人物。

## 生平
嘉靖元年（1522年）壬午科廣東鄉試第二十一名舉人，嘉靖十一年（1532年）壬辰科會試二百五十名，廷試第三甲第一百零二名進士。觀戶部政，授知縣，升兵部主事，歷升員外郎、郎中。嘉靖二十二年（1543年）出爲廣西梧州府知府，升廣西僉事。

## 家族
曾祖何源深，祖何道養，父何楚，母羅氏。具慶下。弟中淳；中立；中孚。